# Pszczolinka baldaszka
Pszczolinka baldaszka (Andrena congruens) – gatunek samotnej pszczoły z rodziny pszczolinkowatych (Andrenidae).

## Charakterystyka
Pszczoła o dwóch pokoleniach w roku. Nie jest wyspecjalizowana pokarmowo i zbiera pyłek z wielu różnych gatunków roślin. Samica o długości ciała 8-12 mm, samiec 7-10 mm. Gniazduje w ziemi, mogąc tworzyć duże agregacje gniazd.
Jako pasożyt gniazdowy podawana jest Nomada zonata.

## Występowanie
Gatunek występuje w południowej i środkowej Europie, północnej Afryce, Azji Mniejszej, na Uralu i na Kaukazie. W Wielkiej Brytanii występuje na południu kraju i ma status Nationally Scarce. W Niemczech bardzo rzadka.
W Polsce pszczoła ta występuje głównie w południowej części kraju, na wyżynach i w górach do 700 m n.p.m.: znane stanowiska znajdują się na Wyżynie Krakowsko-Wieluńskiej, w Beskidach, Bieszczadach, Pieninach, na Wyżynie Małopolskiej, Górach Świętokrzyskich, ale także w Poznaniu. Na polskiej Czerwonej Liście zwierząt ginących i zagrożonych z 2002 roku przypisano jej status VU.